# Charrería

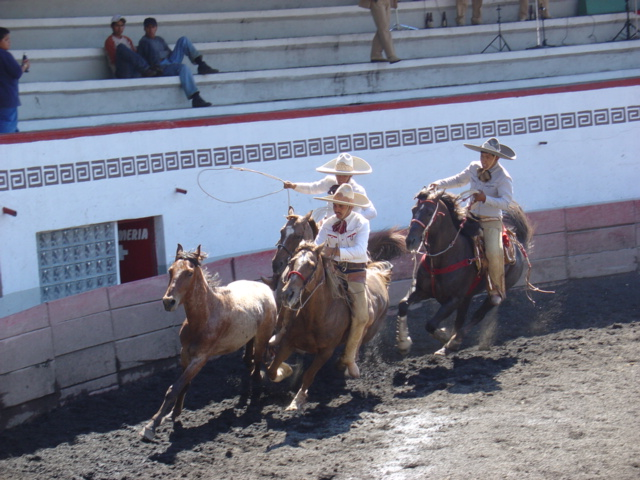
Charros.

Charros i Tequixquiac 2006.

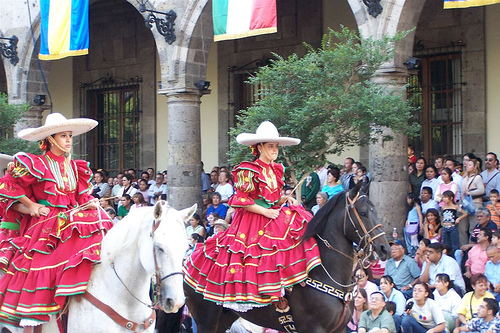
Adelitas i Guadalajara 2006.

Charrería (spanska: 'hästmannaskap') är Mexikos nationalhästsport och utövas på en så kallad lienzo charro, en rund arena med ett längre inlopp på motsatta sidan från läktarna. Den som utövar sporten kallas charro om han är man och adelita om hon är kvinna. Charro kommer från tilltalet till en som är från Salamanca i Spanien, men i Mexiko fick namnet betydelse av hästkarl eller boskapsskötare.
Boskapsskötsel har alltid varit en stor verksamhet i större delar av Mexiko. Efter mexikanska revolutionen fick de mindre organiserade utmaningarna mellan charros en fastare form genom bildandet 1921 av Asociación Nacional de Charros. 2016 utsågs charrería till världsarv.

## Olika grenar

### För män
- Cala de Caballo (Lydnad); Olika övningar för att se hur väl tränad hästen är
- Piales en Lienzo (Lasso); Fånga vildhäst med lasso runt fötterna
- Colas en el Lienzo, eller Coleadero (Tjurrivning); Dra runt en tjur i svansen så den faller
- Jineto de Toro (Tjurridning); Rida på tjur
- Terna en el Ruedo (Lag om tre); Ett lag om tre skall fånga en tjur med lasso
- Jineteo de Yegua (Barbacka); Rida vildhäst utan sadel
- Manganas a Pie (Lasso till fots) Fånga vildhäst till fots
- Manganas a Caballo (Lasso från häst); Fånga vildhäst från hästrygg
- El Paso de la Muerte (Dödssteg); Rida barbacka med annan vildhäst i rep och byta häst under galopp

### För kvinnor
Escaramuza är en lagridning i formation där endast halt och galopp är tillåten. Dräkterna är viktiga och laget är uniformt klätt i så kallad "adelitaklädsel" samt rider i damsadel.